# Almendralejo
Almendralejo (extremadurisch Almendralehu oder Almendraleju) ist eine Stadt in der spanischen Provinz Badajoz in der Autonomen Gemeinschaft Extremadura. Almendralejo ist Verwaltungssitz und größte Stadt der Comarca Tierra de Barros und Sitz des Rates, der die Herkunftsbezeichnung des Weinbaugebietes Ribera del Guadiana regelt.

## Geografie

### Stadtgliederung
Die Stadtgemeinde gliedert sich in zwei Stadtteile:
| Stadtteile   | Einwohner (2008) | Siedlungen mit Einwohnerzahl (2008)                                                                                   | Einwohner außerhalb geschlossener Siedlungen ( 2008) |
| ------------ | ---------------- | --- | ---------------------------------------------------- |
| Almendralejo | 32.730           | Almendralejo 32.695                                                                                                   | 35                                                   |
| San Marcos   | 447              | San Marcos 163, Los Olivos 64, Cuartos de Tiza 56, Las Ruedas 45, Dehesa Nueva 30, Las Rocas 21, Cuarto de Enmedio 14 | 54                                                   |
| Gemeinde     | 33.177           | 33.088 | 89                                                   |

Das 1988 entdeckte Kuppelgrab von Huerta Montero (auch Uerta Montero oder Monumento Funerario de Huerta Montero genannt) liegt im Industriegebiet im Nordwesten von Almendralejo.

## Bevölkerung

### Einwohner
Almendralejo ist mit 34.284 Einwohnern (Stand: 2024) die viertgrößte Stadt der Provinz Badajoz und die sechstgrößte der Extremadura.
87,8 % der Einwohner stammen gebürtig aus Spanien, 80,5 % aus der Extremadura, 79,6 % aus der Provinz Badajoz und 49,1 % aus Almendralejo. Das Bevölkerungswachstum beträgt 2,7 % (Durchschnitt 2001–2008).
Die Bevölkerung ist zu 52,3 % männlich und 47,7 % weiblich.
Entwicklung der Einwohnerzahl:

### Nationalitäten
Der Ausländeranteil ist seit der Jahrtausendwende stark angestiegen, von 0,7 % (2000) auf 11,9 % (2008). Es handelt sich dabei überwiegend um Rumänen (7,8 %) und Marokkaner (2,0 %).
| Herkunft                | gemäß Staats- bürgerschaft (2008) | gemäß Geburtsland (2008) |
| ----------------------- | --------------------------------- | ------------------------ |
| EU-Bürger               | 96,4 %                            | 96,1 %                   |
| Spanier                 | 88,1 %                            | 87,8 %                   |
| Rumänen                 | 7,8 %                             | 7,6 %                    |
| Portugiesen             | 0,3 %                             | 0,3 %                    |
| Afrikaner               | 2,2 %                             | 2,3 %                    |
| Marokkaner              | 2,0 %                             | 2,1 %                    |
| Nord- und Südamerikaner | 1,1 %                             | 1,2 %                    |
| Brasilianer             | 0,3 %                             | 0,3 %                    |
| Kolumbianer             | 0,3 %                             | 0,3 %                    |
| Asiaten                 | 0,2 %                             | 0,2 %                    |

Entwicklung des Ausländeranteils:

## Sport
Der aus Almendralejo stammende FC Extremadura spielte zwei Spielzeiten in der erstklassigen Primera División. Im Jahr 2010 wurde der Verein wegen finanzieller Probleme aufgelöst. Der Nachfolgeverein Extremadura UD spielt zurzeit (2021) in der drittklassigen Segunda División B.

## Söhne und Töchter der Stadt
- José de Espronceda (1808–1842), Dichter der Romantik
- Carolina Coronado (1820–1911), Dichterin und Salonnière
- Rafael Gordillio (* 1957), Fußballspieler
- Ito (* 1975), Fußballspieler
- Pablo Villalobos (* 1978), Langstreckenläufer